# Annual Review of Biochemistry
Annual Review of Biochemistry, скорочено Annu. Rev. Biochem. — щорічний науковий журнал, який публікує оглядові статті. Перше видання вийшло у червні 1932 року. У журналі публікуються статті з усіх напрямків біохімії та молекулярної біології.
У 2019 році імпакт-фактор журналу склав 25,787. Згідно зі статистичними даними ISI Web of Knowledge, за цим імпакт-фактором журнал посідає третє місце серед 297 журналів у категорії «Біохімія та молекулярна біологія».
Редактор Роджер Д. Корнберг (Стенфордський університет, Каліфорнія, США).